# کارکس ارناریا
کارکس ارناریا (نام علمی: Carex arenaria) نام یک گونه از سرده جگن است.